# Вудсборо (Техас)
Вудсборо (англ. Woodsboro) — місто (англ. town) в США, в окрузі Рефухіо штату Техас. Населення — 1319 осіб (2020).

## Географія
Вудсборо розташоване за координатами 28°14′16″ пн. ш. 97°19′31″ зх. д. / 28.23778° пн. ш. 97.32528° зх. д. (28.237806, -97.325380).  За даними Бюро перепису населення США в 2010 році місто мало площу 1,96 км², уся площа — суходіл.

## Демографія
Згідно з переписом 2010 року, у місті мешкало 1512 осіб у 564 домогосподарствах у складі 413 родин. Густота населення становила 772 особи/км².  Було 678 помешкань (346/км²).
Расовий склад населення:
| - 74,7 % — білих - 5,2 % — чорних або афроамериканців - 0,3 % — корінних американців - 0,1 % — азіатів - 17,7 % — осіб інших рас |

До двох чи більше рас належало 2,1 %. Частка іспаномовних становила 53,4 % від усіх жителів.
За віковим діапазоном населення розподілялося таким чином: 26,5 % — особи молодші 18 років, 57,9 % — особи у віці 18—64 років, 15,6 % — особи у віці 65 років та старші. Медіана віку мешканця становила 39,7 року. На 100 осіб жіночої статі у місті припадало 95,1 чоловіків;  на 100 жінок у віці від 18 років та старших — 94,1 чоловіків також старших 18 років.
Середній дохід на одне домашнє господарство  становив 59 028 доларів США (медіана — 47 946), а середній дохід на одну сім'ю — 59 438 доларів (медіана — 46 765). За межею бідності перебувало 7,1 % осіб, у тому числі 10,9 % дітей у віці до 18 років та 0,0 % осіб у віці 65 років та старших.
Цивільне працевлаштоване населення становило 728 осіб. Основні галузі зайнятості: освіта, охорона здоров'я та соціальна допомога — 17,0 %, сільське господарство, лісництво, риболовля — 16,1 %, роздрібна торгівля — 10,4 %, фінанси, страхування та нерухомість — 8,8 %.